# Sinowilsonia henryi
Sinowilsonia es un género monotípico de plantas con flores perteneciente a la familia  Hamamelidaceae. Su única especie:  Sinowilsonia henryi Hemsl., es originaria de  China. Está tratada en peligro de extinción por la pérdida de hábitat. 

## Descripción
Son arbustos o pequeños árboles de hasta 8 m de altura. Estípulas de 8 mm, con pecíolo de 0.8-1.5 cm; limbo 10-18 cm × 6-10.5, base redondeada a cordada superficialmente, asimétrica, borde entero o dentado, ápice agudo a cortamente acuminado, con nervios laterales 7-9 de cada lado, prominentes abaxialmente. La inflorescencia macho de 6-8 cm, sin hojas basales. La inflorescencia femenina de 6-8 cm, con pedúnculo y 1 o 2 hojas basales; de 3 cm, colgantes. El fruto en cápsula.

## Distribución
Se encuentra en los bosques; a una altitud de 800 - 1500 metros en Gansu, Henan, Hubei, Shaanxi, Shanxi y Sichuan de China.

## Taxonomía
Sinowilsonia henryi fue descrita por  William Botting Hemsley y publicado en Icones Plantarum 29: , pl. 2817. 1906.